# Pyrrhura orcesi
Il parrocchetto di El Oro (Pyrrhura orcesi Ridgely e Robbins, 1988) è un uccello della famiglia degli Psittacidi. Endemico dell'Ecuador, è una specie relativamente nuova alla scienza, essendo stato scoperto solamente nel 1980, e non sappiamo molto della sua biologia.

## Descrizione
Quasi completamente color verde scuro, ha la fronte rossa (assente però nella femmina). Anche i margini delle ali e la punta della coda presentano lo stesso colore rosso. I margini interni delle ali sono bluastri. I piedi sono grigio scuro, gli occhi sono circondati da un anello bianco e il becco è color corno. La sua taglia si aggira sui 22 cm e pesa 73 g.
Gli immaturi hanno colori meno nitidi e poco rosso sulla fronte.

## Biologia
Vive in gruppi composti da 4 a 12 esemplari e la sua stagione riproduttiva va da marzo a giugno. Si nutre soprattutto di frutti e semi tra la volta della foresta. Gli immaturi vengono nutriti con cibo rigurgitato dagli adulti. I suoi richiami sono costituiti da brevi strilli di tono elevato e da squitti continui che l'uccello emette quando è in volo e mentre va in cerca di cibo. Come la maggior parte dei pappagalli, è una specie molto sociale e vola e si nutre in gruppi numerosi.

## Conservazione
La deforestazione indiscriminata e la frammentazione delle foreste per fare spazio ai pascoli hanno ridotto notevolmente l'areale della specie. Questo degrado danneggia i luoghi di nidificazione e le aree di foraggiamento necessarie alla sopravvivenza e alla riproduzione del parrocchetto. Il suo areale comprende solamente le pendici occidentali delle Ande ecuadoriane; una parte del suo habitat è protetta all'interno della Riserva Ecologica di Buenaventura. In questa riserva sono stati installati dei nidi artificiali per cercare di promuovere la riproduzione della specie. Tale progetto ha avuto successo e sono in corso altri progetti per garantire la sopravvivenza a questa specie.